# Tanguy Nianzou
Nianzou Tanguy-Austin Kouassi (sinh ngày 7 tháng 6 năm 2002), hay còn được gọi là Tanguy Nianzou, là một cầu thủ bóng đá chuyên nghiệp người Pháp hiện đang thi đấu ở vị trí trung vệ cho câu lạc bộ Sevilla tại La Liga.

## Đầu đời
Nianzou Tanguy-Austin Kouassi sinh ngày 7 tháng 6 năm 2002 tại Paris và cha mẹ là người Bờ Biển Ngà.

## Sự nghiệp câu lạc bộ

### Paris Saint-Germain
Sau khi tốt nghiệp học viện bóng đá Paris Saint-Germain (PSG), Nianzou ra mắt đội một vào ngày 7 tháng 12 năm 2019 trong chiến thắng 3–1 trước Montpellier. Vài ngày sau, anh chơi trận đầu tiên tại UEFA Champions League khi PSG giành chiến thắng 5–0 trước Galatasaray.
Nianzou ghi bàn thắng đầu tiên cho PSG trong chiến thắng 3–0 tại Coupe de France trước Reims vào ngày 22 tháng 1 năm 2020. Ngoài ra, bàn thắng này cũng là bàn thắng thứ 4.000 trong lịch sử PSG. Anh ghi hai bàn thắng đầu tiên tại Ligue 1 trong trận hòa 4–4 trên sân khách trước Amiens vào ngày 15 tháng 2 năm 2020. Vào ngày 11 tháng 3, Nianzou chơi trận đấu cuối cùng cho PSG trong chiến thắng 2–0 tại UEFA Champions League trước Borussia Dortmund. Anh rời câu lạc bộ Paris sau khi hợp đồng của anh với câu lạc bộ hết hạn và sau đó, anh ký hợp đồng với Bayern Munich theo dạng chuyển nhượng tự do.

### Bayern Munich
Vào ngày 1 tháng 7 năm 2020, Nianzou ký hợp đồng có thời hạn bốn năm với Bayern Munich tại Bundesliga. Anh có trận ra mắt cho Bayern Munich trong chiến thắng 3–1 trước VfB Stuttgart vào ngày 28 tháng 11. Vào ngày 12 tháng 12, Nianzou bị chấn thương cơ khiến anh phải nghỉ thi đấu một đến hai tháng. Chấn thương này kéo dài do một pha chấn thương trước đó xảy ra vào đầu mùa giải 2020–21. Anh trở lại thi đấu muộn hơn dự kiến khi anh vào sân thay người trong trận hòa 1–1 trước Union Berlin vào ngày 10 tháng 4 năm 2021. Vào ngày 19 tháng 3 năm 2022, anh ghi bàn thắng duy nhất cho câu lạc bộ trong chiến thắng 4–0 trước Union Berlin.

### Sevilla
Vào ngày 17 tháng 8 năm 2022, Nianzou gia nhập câu lạc bộ Tây Ban Nha Sevilla theo bản hợp đồng 5 năm. Hai ngày sau, Nianzou có trận ra mắt cho Sevilla trước Real Valladolid tại La Liga. Vào ngày 11 tháng 10, anh ghi bàn thắng đầu tiên tại Champions League trong trận hòa 1–1 trên sân khách trước Borussia Dortmund. Vào ngày 14 tháng 1 năm 2023, anh ghi bàn thắng La Liga đầu tiên trong trận thua 2-1 trên sân khách trước Girona.

## Sự nghiệp quốc tế
Nianzou là tuyển thủ trẻ của Pháp. Anh là thành viên của Đội tuyển bóng đá U-17 quốc gia Pháp, đội đã lọt vào bán kết Giải vô địch bóng đá U-17 châu Âu 2019 do UEFA tổ chức.
Anh là cầu thủ quan trọng của Đội tuyển bóng đá U-17 quốc gia Pháp, đội đã đứng thứ ba tại Giải vô địch bóng đá U-17 thế giới 2019. Anh đá chính cả bảy trận cho Pháp trong giải đấu này và ghi bàn gỡ hòa trong chiến thắng 6–1 của đội mình trước Tây Ban Nha ở tứ kết.

## Thống kê sự nghiệp
Tính đến 9 tháng 9 năm 2023
| Câu lạc bộ          | Mùa giải            | Giải vô địch        | Giải vô địch | Giải vô địch | Cúp quốc gia | Cúp quốc gia | Cúp Liên đoàn | Cúp Liên đoàn | Châu lục | Châu lục | Khác | Khác | Tổng cộng | Tổng cộng |
| Câu lạc bộ          | Mùa giải            | Hạng đấu            | Trận         | Bàn          | Trận         | Bàn          | Trận          | Bàn           | Trận     | Bàn      | Trận | Bàn  | Trận      | Bàn       |
| ------------------- | ------------------- | ------------------- | ------------ | ------------ | ------------ | ------------ | ------------- | ------------- | -------- | -------- | ---- | ---- | --------- | --------- |
| Paris Saint-Germain | 2019–20             | Ligue 1             | 6            | 2            | 3            | 0            | 2             | 1             | 2        | 0        | 0    | 0    | 13        | 3         |
| Bayern Munich       | 2020–21             | Bundesliga          | 6            | 0            | 0            | 0            | —             | —             | 0        | 0        | 0    | 0    | 6         | 0         |
| Bayern Munich       | 2021–22             | Bundesliga          | 17           | 1            | 1            | 0            | —             | —             | 4        | 0        | 0    | 0    | 22        | 1         |
| Bayern Munich       | Tổng cộng           | Tổng cộng           | 23           | 1            | 1            | 0            | —             | —             | 4        | 0        | 0    | 0    | 28        | 1         |
| Sevilla             | 2022–23             | La Liga             | 19           | 1            | 5            | 1            | —             | —             | 6        | 1        | —    | —    | 30        | 3         |
| Sevilla             | 2023–24             | La Liga             | 2            | 0            | 1            | 0            | —             | —             | 2        | 0        | —    | —    | 5         | 0         |
| Sevilla             | Tổng cộng           | Tổng cộng           | 21           | 1            | 6            | 1            | —             | —             | 8        | 1        | 0    | 0    | 35        | 3         |
| Tổng cộng sự nghiệp | Tổng cộng sự nghiệp | Tổng cộng sự nghiệp | 50           | 4            | 10           | 1            | 2             | 1             | 14       | 1        | 0    | 0    | 76        | 7         |

1. ↑  Bao gồm Coupe de France, DFB-Pokal và Copa del Rey
2. ↑  Bao gồm Coupe de la Ligue
3. 1 2 3  Ra sân tại UEFA Champions League
4. ↑  Ra sân hai lần và ghi một bàn thắng tại UEFA Champions League, ra sân bốn lần tại UEFA Europa League

## Danh hiệu

### Câu lạc bộ

#### Paris Saint-Germain
- Ligue 1: 2019–20[23]
- Coupe de France: 2019–20[24]
- Coupe de la Ligue: 2019–20[25]
- Á quân UEFA Champions League: 2019–20[26]

#### Bayern Munich
- Bundesliga: 2020–21,[27] 2021–22[28]
- DFL-Supercup: 2021,[29] 2022[30]

#### Sevilla
- UEFA Europa League: 2022–23[31]
- UEFA-CONMEBOL Club Challenge: 2023[32]

### Quốc tế

#### U-17 Pháp
- Hạng ba Giải vô địch bóng đá U-17 châu Âu: 2019[33]

### Cá nhân
- Titi d'Or: 2019[34]
- Đội hình xuất sắc nhất Giải bóng đá Maurice Revello: 2022[35]